# Анатолийская соня
Анатолийская соня, или пушистая соня, — вид грызунов рода лесные сони семейства соневые. Эндемик Турции.